# Brygada racjonalizatorska
Brygada racjonalizatorska – zespół pracowników jednostki gospodarki uspołecznionej, któremu mogły być powierzone „ważne dla gospodarki narodowej zagadnienia techniczne z dziedziny wynalazczości”. Była to instytucja prawa Polski Ludowej.

## Źródła prawa
Brygady racjonalizatorskie działały na podstawie przepisów dekretu z dnia 12 października 1950 r. o wynalazczości pracowniczej oraz zarządzenia Przewodniczącego Państwowej Komisji Planowania Gospodarczego z dnia 10 grudnia 1955 r. w sprawie brygad racjonalizatorskich, a następnie na podstawie przepisów ustawy z dnia 31 maja 1962 r. – Prawo wynalazcze oraz uchwały Rady Ministrów i Centralnej Rady Związków Zawodowych z dnia 5 kwietnia 1963 r. w sprawie zasad tworzenia i działalności brygad racjonalizatorskich.
Były kontynuatorkami robotniczo-inżynierskich brygad racjonalizatorskich, których działanie regulowało zarządzenie Przewodniczącego Państwowej Komisji Planowania Gospodarczego z dnia 15 grudnia 1951 r. w sprawie robotniczo-inżynierskich brygad racjonalizatorskich.

## Cel i tworzenie brygad
Pierwotnie zadaniem brygady racjonalizatorskiej było „szybkie dopomaganie zakładowi pracy w usuwaniu wąskich przekrojów produkcji, pracochłonnych prac itp. przez opracowywanie projektów racjonalizatorskich oraz wprowadzanie ich w życie”, następnie „dokonanie, opracowanie i realizacja projektu racjonalizatorskiego mającego na celu szybkie dopomożenie zakładowi pracy w usunięciu wąskich przekrojów produkcji, obniżenia pracochłonności produkcji itp.”. Od 1963 można było powołać brygadę racjonalizatorską jedynie w celu opracowania projektu wynalazczego albo w celu opracowania tego projektu i wdrożenia go do produkcji albo w wyjątkowo uzasadnionych przypadkach – tylko w celu wdrożenia go do produkcji. Projekt wynalazczy, dla którego tworzono brygadę racjonalizatorską, miał rozwiązywać zadanie objęte tematyką wynalazczości ustaloną dla zakładu pracy lub tematu wynikającego z planu techniczno-ekonomicznego jednostki.
Inicjatywa w sprawie utworzenia brygady racjonalizatorskiej i propozycja jej składu należała pierwotnie wyłącznie do pracowników, później także do rad zakładowych i oddziałowych, kół zakładowych stowarzyszeń technicznych zrzeszonych w Naczelnej Organizacji Technicznej oraz do klubów techniki i racjonalizacji. Kierownictwo zakładu pracy mogło wystąpić z inicjatywą, jeżeli napłynęło wiele projektów wynalazczych, których realizacja była w normalnym trybie utrudniona, lub jeżeli istniała potrzeba pilnego wprowadzenia do produkcji szczególnie ważnych projektów.

## Funkcjonowanie brygad
Zarządzenie ws. robotniczo-inżynierskich brygad racjonalizatorskich nie określało dopuszczalnej liczby członków brygady. Zarządzenie ws. brygad racjonalizatorskich stanowiło, że brygada racjonalizatorska mogła liczyć od 3 do 10 osób (według uchwały ws. zasad tworzenia i działalności brygad racjonalizatorskich – do 15 osób). Zarządzenie ws. robotniczo-inżynierskich brygad racjonalizatorskich podawało przykładowy skład brygady: 2 ślusarzy, tokarz, technolog, konstruktor. Brygada miała składać się z fachowców pracujących co do zasady w danym zakładzie pracy (w razie konieczności: także z pracowników innych zakładów pracy), którym mogły pomagać uczelnie, instytuty naukowo-badawcze itp. Członkowie brygady racjonalizatorskiej wybierali spośród swojego grona kierownika brygady, który reprezentował brygadę i koordynował pracę jej członków. W uchwale z 1963 dodano, że zadania kierownika są niezależne od jego wkładu pracy w wykonanie zadania i że nie przysługuje mu za nie dodatkowe wynagrodzenie.
Pomiędzy brygadą a zakładem pracy sporządzano pisemną umowę, pierwotnie zwaną socjalistycznym zamówieniem racjonalizatorskim, która określała m.in. skład brygady, przedmiot zadania racjonalizatorskiego, termin jego wykonania oraz zasady i warunki wynagradzania. Wzór takiej umowy stanowiły załączniki do zarządzenia i uchwały.
Michał Staszków zwrócił uwagę, że przepisy o brygadach racjonalizatorskich rodziły wątpliwości interpretacyjne, były niedostatecznie uzasadnione lub niestarannie skonstruowane.